# Marie Loschnigg
Marie Loschnigg (* 20. Juli 2002 in Scheibbs) ist eine österreichische Radsportlerin, die Rennen auf Bahn und Straße bestreitet.

## Sportliche Laufbahn
2017 wurde Marie Loschnigg dreifache österreichische Jugend-Meisterin: in Punkte- und Ausscheidungsfahren auf der Bahn sowie im Einzelzeitfahren auf der Straße. Den Zeitfahr-Titel errang sie im Jahr darauf ein weiteres Mal. 2018 wurde sie nationale Jugend-Meisterin im Bahn-Sprint.
2019 wurde Loschnigg im Alter von 16 Jahren österreichische Staatsmeisterin sowie Junioren-Meisterin im Sprint.

## Ehrungen
Im März 2019 wurde Marie Loschnigg „Sportlerin des Jahres“ des Bezirks Scheibbs.

## Erfolge

### Bahn
2017
- Österreichische Jugend-Meisterin – Punktefahren, Ausscheidungsfahren

2018
- Österreichische Jugend-Meisterin – Sprint

2019
- Österreichische Meisterin – Sprint
- Österreichische Junioren-Meisterin – Sprint

### Straße
2016
- Österreichische Jugend-Meisterin – Einzelzeitfahren

2017
- Österreichische Jugend-Meisterin – Einzelzeitfahren